# Internationaal Jaar van de Sterrenkunde

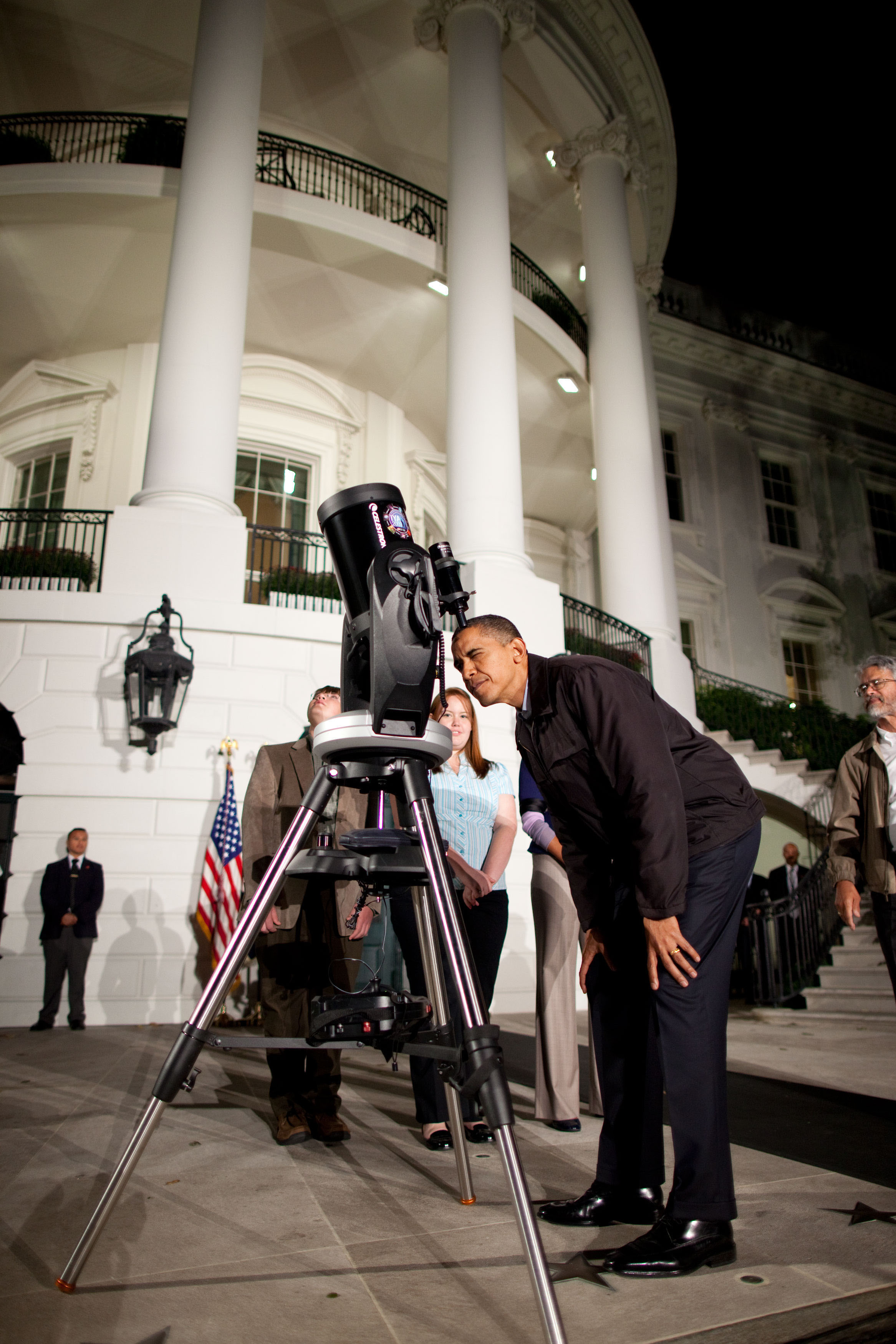
De Amerikaanse president Barack Obama bekijkt een dubbelster in het sterrenbeeld Lier, tijdens een White House star party in oktober 2009.

Het Internationaal Jaar van de Sterrenkunde (IYA2009) was een 1 jaar durende viering van de astronomie, die plaatsvond in 2009. De viering viel samen met het 400-jarig jubileum van de oudste gedocumenteerde astronomische observaties die Galileo Galilei deed met zijn telescoop, en het 400-jarig bestaan van het boek Astronomia nova van Johannes Kepler. Het jaar werd aangekondigd tijdens de 62e Algemene Vergadering van de Verenigde Naties.

## Doelen
De voornaamste doelen van IYA2009 waren:
1. Vergroten van wetenschappelijk bewustzijn.
2. Promoten van het toegankelijk maken van nieuwe kennis en observaties.
3. Steunen van astronomiegemeenschappen in ontwikkelingslanden.
4. Steunen en verbeteren van formele en informele wetenschappelijk educatie
5. Een modern beeld scheppen van wetenschap en wetenschappers
6. Faciliteren van nieuwe netwerken en het verstevigen van bestaande.
7. Verbeteren van de kansen  van vrouwen en minderheden in wetenschappelijke carrières.
8. Inzet voor het behouden en beschermen van de niet door lichtvervuiling verstoorde hemels op aarde, zoals in nationale parken.

## Activiteiten
De activiteiten in het kader van dit themajaar werden gecoördineerd door de Internationale Astronomische Unie. Deze activiteiten waren bedoeld om mensen een beter inzicht te geven in astronomie en de rol die dit speelt in het verrijken van de menselijke cultuur. Ook werd de nadruk gelegd op de meest recente astronomische ontdekkingen.
In totaal werden in 2009 11 projecten georganiseerd:
1. 100 Hours of Astronomy (100HA):[4] een wereldwijd astronomisch evenement dat werd gehouden van 2 t/m 5 april 2009. Hierbij werd getracht zo veel mogelijke mensen wereldwijd door een telescoop te laten kijken, net als Galileo 400 jaar geleden.
2. De Galileoscope[5]: een project om praktische astronomische observaties te delen met zo veel mogelijk mensen wereldwijd.
3. De Cosmic Diary[6]: een project om inzicht te geven over hoe het is om een astronoom te zijn. Ervaren astronomen plaatsten blogs en afbeeldingen over hun dagelijkse bezigheden, hobby's, familie en vrienden online.
4. The Portal to the Universe (PTTU):[7] een project om een globaal social network te creëren, speciaal gericht op astronomie.
5. She Is an Astronomer: een project om astronomie onder de aandacht te brengen bij vrouwen, en streven naar gendergelijkheid in de wetenschap.
6. Dark Skies Awareness:[8] Een samenwerking tussen de iAU, het National Optical Astronomy Observatory (NOAO), en vertegenwoordigers van het  International Dark-Sky Association (IDA). Bij dit project werd lichtvervuiling aan de orde gesteld.
7. Galileo Teacher Training Program (GTTP): een project om op scholen meer aandacht te besteden aan astronomie, en een wereldwijd netwerk van zogenaamde "Galileo Ambassadors" op te richten in 2012.
8. Universe Awareness (UNAWE)[9] een international programma om jonge kinderen kennis te laten maken met het universum.
9. From Earth to the Universe (FETTU)[10] een wereldwijd evenement dat in 2008 al begon en tot 2011 doorlipe. Dit project moest astronomie bekender maken bij een groot publiek, via tentoonstellingen op openbare plaatsen, ziekenhuizen, metrostations en parken.
10. Developing Astronomy Globally:[11] een project om duidelijk te maken dat astronomie op drie belangrijke gebieden ontwikkeld moet worden: professionaliteit (universiteiten en onderzoek), publiciteit (communicatie, media), en educatief. Dit project was vooral gericht op landen en regio’s waar nog geen sterke astronomische gemeenschap actief was.
11. Galilean Nights:[12] een evenement voor zowel amateurs als professionals om vanaf de straat de hemel te observeren.

## IYA2009 in Nederland en België
- Op 4 april 2009 organiseerde NEMO in het kader van IYA2009 de 'Avond van de Sterren'. Bij deze gebeurtenis nam minister Ronald Plasterk tevens de Europapostzegels 2009 in ontvangst, die werden gemaakt vanwege de bouw van de LOFAR, de grootste radiotelescoop ter wereld.
- Ook de radiotelescoop in Westerbork organiseerde acties in het kader van IYA2009.
- UNAWE België produceerde voor IYA2009  een DVD vol met tekenfilms, verhalen en liedjes over het Heelal voor kinderen.